# サバコン
『サバコン』は、2004年4月6日から9月28日まで日本テレビ系列局で放送された日本テレビ製作の恋愛バラエティ番組。放送時間は毎週火曜23:40 - 翌0:10 (JST) 、日本テレビ系全国ネットの深夜番組放送枠『夜は別バラ』内で放送。

## 概要
一般からの参加者たちが合同コンパをする模様を放送していた番組で、「生き残り恋愛バトル」をキャッチコピーに冠していた。司会は加藤浩次と中島知子が担当。参加者たちは男性陣と女性陣に分かれてそれぞれコンパの中で印象が薄かった人物を裁いていき、最後に残った男女1人ずつが互いを裁くか付き合うかを選択した。

## 出演者
- 加藤浩次（極楽とんぼ）
- 中島知子（当時オセロ）

## スタッフ
- ナレーター（サバコンウォッチャー）：フットボールアワー
- 構成：小野高義、石原健次、八代丈寛、坂田康子
- TM：福王寺貴之
- SW：村松明
- CAM：渡辺滋雄、津野祐一
- MIXER：鈴木佳一
- AUD：瀧健太郎、山田値久
- VE：塩原和益
- VTR：今野広樹
- LD：小笠原雅登
- LO：坂下毅一
- 美術プロデューサー：林健一
- デザイン：星野充紀
- 大道具：南谷祥
- 電飾：栗城博行
- 小道具：米山幸市
- 持道具：柳下晃一
- 衣裳：須崎美和
- 特殊効果：平井隆生
- 花飾：熊田康夫
- 結髪：菊池美沙
- メイク：村上静子
- 技術協力：ヌーベルバーグ、スタジオユニ
- 美術協力：日本テレビアート
- モニター：インターナショナルクリエイティブ
- 編集：関美幸（ギヴアンドテイク）
- MA：村尾博一（ギヴアンドテイク）
- OPタイトル：teevee graphics,inc.
- リサーチ：串田良広（フォーミュレーション）
- 音効：高取謙
- TK：長谷川和美
- 広報：梶原美緒
- AD：岩田裕美、小林光
- AP：佐藤理恵、竹下美佐
- デスク：呉羽あゆみ
- 制作協力：日企、創輝
- ディレクター：首藤由紀子、加藤宏実、鴨井義明、高橋政光、上利竜太、武井正弘
- 総合演出：斎藤政憲
- プロデューサー：面高直子、宇佐見友教、小島俊一
- チーフプロデューサー：梅原幹
- 製作著作：日本テレビ

### 過去のスタッフ
- 構成：石塚祐介
- CAM：榎本丈之
- AUD：池田正義、藤岡絵里子
- VTR：八木一夫
- LD：大矢晃
- チーフプロデューサー：桜田和之